# 양산시외버스터미널
양산시외버스터미널은 경상남도 양산시 양산역1길 7(중부동 710-1)에 있는 버스 터미널이다.
1989년 8월 3일에 터미널 사업 면허를 받아 1991년에 양산읍 북부리(지금의 중부동 402)에 건립되었다. 이후 기존 터미널 건물이 협소하고 많이 노후하여 중부동에 있던 한국토지공사 부산울산지역본부 양산사업단 자리로 이전하기로 하고 새로 터미널 건물을 신축해 2007년 6월 15일에 개장하여 이전했다. 이후 기존 터미널 건물은 상가 건물로 이용되고 있다.
부지 면적은 9,570m2에 터미널 건물은 지하 1층, 지상 2층 규모 (면적  4,918m2)로 되어 있으며 1층은 대합실 및 농협, 편의점, 약국 등이 있고 2층은 병원과 사무실로 사용되고 있다.

## 운행 노선

### 고속버스
- 2018년 2월 9일 인천 경유 인천국제공항행 노선이 신설되었다.[3]

| 운행 노선           | 운행업체                   | 운행구간 | 운행구간 | 운행구간     | 경유지             | 배차 간격 | 시간표              |
| ------------------- | -------------------------- | -------- | -------- | ------------ | ------------------ | --------- | ------------------- |
| 양산 ↔ 인천국제공항 | 동양고속 삼화고속 대원고속 | 양산     | ↔        | 인천국제공항 | 낙동강휴게소, 인천 | 4회       | 07:00, 18:50, 00:30 |

### 시외버스
| 방면        | 행선지                                                                 |
| ----------- | ---------------------------------------------------------------------- |
| 수도권 방면 | 동서울, 남서울, 수원, 안산, 오산                                       |
| 호남권 방면 | 군산, 목포, 보성, 삼호, 순천, 익산, 전주                               |
| 영남권 방면 | 김해, 마산, 창원, 통도사, 해운대, 신복, 울산, 언양, 경주, 포항, 동대구 |

### 시내버스
과거에는 일부 노선이 터미널 내에서 승차가 가능하였지만 2017년 8월 양산역환승센터의 건립으로 터미널 내에서는 시내버스를 탑승할 수 없으며 인근의 양산역환승센터나 양산이마트앞 정류장에서 탑승이 가능하다.